# Хаггард, Говард
Говард Уилкокс Хаггард (англ. Howard Wilcox Haggard, 19 июля 1891 — 22 апреля 1959) — американский врач, физиолог и писатель.

## Карьера
Хаггард родился в Ла-Порте, штат Индиана. Он получил степень бакалавра наук (1914) и степень доктора медицины (1917) в Йельском университете. 
В 1917 году он работал физиологом в Горном бюро США. Во время Первой мировой войны он был капитаном Службы химического оружия в армии США. В Йельском университете он проводил исследования в области кардиореспираторной физиологии и совместно с Янделлом Хендерсоном изобрёл ингалятор H и H. Хаггард был директором Лаборатории прикладной физиологии Йельского университета с 1926 по 1956 год.
Хаггард принимал участие в пионерских исследованиях причин и лечения алкоголизма. Он был редактором журнала Quarterly Journal of Studies on Alcohol. Он умер в Форт-Лодердейле, Флорида.
Он был автором книг по истории медицины, получивших положительные отзывы. Он критиковал Христианскую науку и исцеление верой.

## Публикации
- Devils, Drugs, and Doctors (1913, 1929)
- The Lame, the Halt, and the Blind: The Vital Role of Medicine in the History of Civilization (1932)
- Mystery, Magic and Medicine: The Rise of Medicine from Superstition to Science (1933)
- The Doctor In History (1934)[8]
- Diet and Physical Efficiency (1935) [с Leon A. Greenberg]
- Man and His Body (1938)
- The Science of Health and Disease: A Textbook of Physiology and Hygiene (1938)
- Alcohol Explored (1942) [с E. Morton Jellinek]